# 이언 힐
이언 힐(영어: Ian Hill, 1952년 1월 20일 ~ )은 헤비 메탈 밴드 주다스 프리스트의 베이시스트로 가장 잘 알려진 영국의 음악가다.

## 생애
힐은 지역 재즈 공연을 위한 베이시스트인 아버지로부터 콘트라베이스를 연주하는 법을 배웠다. 그의 아버지는 그가 15살 때 돌아가셨다. 1970년, 힐은 학교 친구 K. K. 다우닝과 함께 헤비 메탈 밴드 주다스 프리스트를 결성했다. 2011년 다우닝이 탈퇴한 이후, 그는 밴드에서 계속적으로 유일한 오리지널 멤버이다.
밴드 초창기에는 손가락을 꼽는 방식으로 베이스를 연주했지만, 음반 《Killing Machine》 이후로는 픽으로 연주했다.
힐은 롭 핼퍼드를 주다스 프리스트에게 데려온 책임이 있다. 두 사람은 힐이 핼퍼드의 여동생과 사귀는 동안 만났고, 그가 그의 밴드를 위해 새로운 보컬리스트가 필요하다고 언급했다. 핼퍼드는 이전 밴드 히로시마를 탈퇴하고 드러머 존 힌치를 데려왔는데, 주다스 프리스트의 웹사이트에 따르면, 그는 나중에 "음악적 결함"으로 인해 한 음반 후에 밴드에 의해 떨어지게 되었다.

## 개인 생활
힐은 1976년에 롭 핼퍼드의 여동생 수와 결혼했고 1984년에 이혼했다. 그들은 1980년에 태어난 아들 알렉스를 가지고 있다. 힐은 두 번째 아내 레티티아와 결혼하는 동안 플로리다주에서 살았다. 그들은 같은 이름의 딸이 있었다. 그는 1999년에 현재의 아내를 만났고, 2006년에 결혼했다.
그는 현재 잉글랜드 스태퍼드셔주에 살고 있다.

## 음반 목록

### 주다스 프리스트
- Rocka Rolla (1974)
- Sad Wings of Destiny (1976)
- Sin After Sin (1977)
- Stained Class (1978)
- Killing Machine (1978)
- British Steel (1980)
- Point of Entry (1981)
- Screaming for Vengeance (1982)
- Defenders of the Faith (1984)
- Turbo (1986)
- Ram It Down (1988)
- Jugulator (1997)
- Demolition (2001)
- Angel of Retribution (2005)
- Nostradamus (2008)
- Redeemer of Souls (2014)
- Firepower (2018)